# Grace Prendergast
Grace Prendergast, née le 30 juin 1992 à Christchurch, est une rameuse néo-zélandaise.

## Palmarès

### Jeux olympiques
| Discipline     | Rio de Janeiro 2016 Brésil | Tokyo 2020 Japon |
| -------------- | -------------------------- | ---------------- |
| Deux de pointe |                            | Or               |
| Huit           | 4e                         | Argent           |

### Championnats du monde
| Discipline       | Amsterdam 2014 Pays-Bas | Aiguebelette 2015 France | Sarasota 2017 États-Unis | Ottensheim 2019 Autriche | Račice 2022 Tchéquie |
| ---------------- | ----------------------- | ------------------------ | ------------------------ | ------------------------ | -------------------- |
| Deux de pointe   |                         | Argent                   | Or                       | Or                       | Or                   |
| Quatre de pointe | Or                      |                          |                          |                          |                      |
| Huit             |                         | Argent                   |                          | Or                       |                      |